# Nicolas Créton
Pour les articles homonymes, voir Creton (homonymie).
Nicolas Joseph Créton est un homme politique français né le 5 mars 1798 à Amiens (Somme), de Gabriel François Joseph Créton et Marie Charlotte Flore Leclercq. Il meurt dans sa ville natale le 3 novembre 1864, époux de Antoinette Valentine Lalau.

## Biographie
Avocat à la Cour impériale et bâtonnier de l'ordre d'Amiens, membre de l'Académie de cette ville, il est député de la Somme de 1846 à 1851, siégeant dans l'opposition sous la Monarchie de Juillet, puis à droite sous la Deuxième République.

## Sources
- « Nicolas Créton », dans Adolphe Robert et Gaston Cougny, Dictionnaire des parlementaires français, Edgar Bourloton, 1889-1891 [détail de l’édition]